# Nadja Uhl
Nadja Uhl (Stralsund, 23 de maio de 1972) é uma atriz alemã. Ela atraiu a atenção internacional atuando em A Lenda de Rita de Volker Schlöndorff pelo qual ganhou o Urso de Prata no Festival de Cinema de Berlim.

## Biografia
Uhl estudou na Universidade de Música e Teatro Felix Mendelssohn Bartholdy em Leipzig entre 1990 e 1994, iniciando sua carreira como atriz em 1994.  Devido ao seu trabalho em A Lenda de Rita de Volker Schlöndorff, ela ganhou o Urso de Prata de Melhor Atriz no Festival Internacional de Cinema de Berlim e foi nomeada para Melhor Atriz Coadjuvante no Deutscher Filmpreis (Prêmios de Cinema Alemão).